# Gabriel Risso Patrón
Gabriel Adolfo Risso Patrón (Monteros, Tucumán, Argentina; 5 de noviembre de 1995) es un futbolista argentino que juega de lateral izquierdo en el Ponte Preta de la Serie B de Brasil.

## Trayectoria

### Inicios y el Decano
Surgido de  las Inferiores del Club Atlético Ñuñorco y ante sus grandes actuaciones, al lograr ser campeón de la Liga Tucumana de Fútbol, se une al Club Atlético Tucumán donde debutó, el 11 de julio de 2017 en un partido contra Oriente Petrolero por la Conmebol Sudamericana.

### Atlético Rafaela
En el año 2023 se iría del Club Atlético Tucumán cedido hacia Asociación Mutual Social y Deportiva Atlético de Rafaela. 

### Ponte Preta
En 2024 finalizaría su cesión, pero se iría nuevamente cedido, esta vez al Associação Atlética Ponte Preta.

### Botafogo-SP
El 13 de enero de 2025 se iria al equipo brasileño, otra vez cedido. 

## Clubes
| Club                           | País      | Año    |
| ------------------------------ | --------- | ------ |
| Club Atlético Ñuñorco          | Argentina | ?-2017 |
| Atlético Tucumán               | Argentina | 2017-  |
| Club Atlético Rafaela (Cedido) | Argentina | 2023   |
| Ponte Preta (Cedido)           | Brasil    | 2024   |